# Consell de vila (Palestina)
Un consell de vila és un tipus de govern local utilitzat a l'Autoritat Nacional Palestina (ANP) per a les localitats palestines que habitualment tinguin una població d'entre 800-3,000 + habitants. El consell del vila també és conegut com a municipi de nivell D. Hi ha 220 consells locals als territoris palestins.
Els consells de vila poden consistir en tres a onze membres, entre ells un president, un vicepresident i un secretari. El president és el cap del consell. A diferència dels municipis, els consells de vila no es sotmeten a eleccions; més aviat, els representants dels clans més importants d'un poble elegeixen un president que després és nomenat pel ministre de govern local de l'Autoritat Nacional Palestina.